# Canton de Dieulefit
Le canton de Dieulefit est une circonscription électorale française du département de la Drôme créée en 1790 et remaniée à la suite du redécoupage cantonal de 2014 entrée en vigueur en mars 2015.

## Histoire
Le canton de Dieulefit a été créé en 1801.
Un nouveau découpage territorial de la Drôme entre en vigueur à l'occasion des élections départementales de mars 2015, défini par le décret du 20 février 2014, en application des lois du 17 mai 2013 (loi organique 2013-402 et loi 2013-403). Les conseillers départementaux sont, à compter de ces élections, élus au scrutin majoritaire binominal mixte. Les électeurs de chaque canton élisent au Conseil départemental, nouvelle appellation du Conseil général, deux membres de sexe différent, qui se présentent en binôme de candidats. Les conseillers départementaux sont élus pour 6 ans au scrutin binominal majoritaire à deux tours, l'accès au second tour nécessitant 12,5 % des inscrits au 1er tour. En outre la totalité des conseillers départementaux est renouvelée. Ce nouveau mode de scrutin nécessite un redécoupage des cantons dont le nombre est divisé par deux avec arrondi à l'unité impaire supérieure si ce nombre n'est pas entier impair, assorti de conditions de seuils minimaux. Dans la Drôme, le nombre de cantons passe ainsi de 36 à 19. Le nombre de communes du canton de Dieulefit passe de 14 à 44.
Le nouveau canton de Dieulefit est formé de communes des anciens cantons de Dieulefit (15 communes), de Marsanne (12 communes), de Bourdeaux (9 communes), de Crest-Sud (4 communes) et de Montélimar 2e Canton (4 communes). Avec ce redécoupage administratif, le territoire du canton s'affranchit des limites d'arrondissements, avec 31 communes incluses dans l'arrondissement de Nyons et 13 dans l'arrondissement de Die. Le bureau centralisateur est situé à Dieulefit.

## Représentation

### Conseillers d'arrondissement de 1833 à 1940
Le canton de Dieulefit avait deux conseillers d'arrondissement.
| Période                                  | Période      | Identité                                 | Étiquette    | Qualité |
| ---------------------------------------- | ------------ | ---------------------------------------- | ------------ | --- |
| 1833                                     | 1848         | Théodore Morin                           | Conservateur | Négociant à Dieulefit                                                                                       |
| 1833                                     | 1839         | Élie Sambuc                              |              | Propriétaire - Maire de Montjoux                                                                            |
| 1839                                     | 1848         | M. de Magnin                             |              | Propriétaire à Dieulefit                                                                                    |
| 1848                                     | 1861         | M. Roux                                  |              | Propriétaire à Dieulefit                                                                                    |
| 1848                                     | 1861         | Vicomte Gabriel Xavier Gaston d'Albignac |              | Maire de Châteauneuf-de-Mazenc                                                                              |
| 1861                                     | 1864         | Étienne Morin                            |              | Propriétaire à Dieulefit                                                                                    |
| 1861                                     | 1867         | M. Prudhomme                             |              | Maire de Châteauneuf-de-Mazenc                                                                              |
| 1864                                     | 1877         | Auguste Morin                            |              | Propriétaire à Dieulefit                                                                                    |
| 1867                                     | 1877         | Louis Chancel (1819-1889)                | Républicain  | Maire de Pont-de-Barret                                                                                     |
| 1877                                     | 1892         | Abraham-Henri Noyer                      | Républicain  | Négociant à Dieulefit                                                                                       |
| 1877                                     | 1895         | M. Constantin                            | Républicain  | Notaire à Châteauneuf-de-Mazenc                                                                             |
| 1892                                     | 1907         | Louis Bertrand (1848-1912)               | Républicain  | Notaire à Dieulefit                                                                                         |
| 1895                                     | 1922         | Joseph-Eusèbe Favier                     | Républicain  | Propriétaire, maire puis adjoint au maire de La Bégude-de-Mazenc                                            |
| 1907                                     | 1910 (décès) | Jocelyn Samuel (1851-1910)               |              | Ferblantier, maire de Dieulefit                                                                             |
| 1910                                     | 1913         | Émile Favier                             | Radical      | |
| 1913                                     | 1919         | Élie Noyer                               | Républicain  | Employé de commerce à Dieulefit                                                                             |
| 1919                                     | 1925         | Jules Coursange (1878-1950)              |              | Industriel en poterie, propriétaire au Poët-Laval                                                           |
| 1922                                     | 1925         | M. Brun                                  |              | Notaire à La Bégude-de-Mazenc                                                                               |
| 1925                                     | 1940         | Augustin Pouzet                          | Radical      | Adjoint au maire de Dieulefit                                                                               |
| 1925                                     | 1937         | Adrien Maillet                           |              | Adjoint au maire de La Bégude-de-Mazenc                                                                     |
| 1937                                     | 1940         | Henri Goubert                            | Radical      | Maire de La Bégude-de-Mazenc                                                                                |
| 1940                                     |              |                                          |              | Les conseils d'arrondissement ont été suspendus par la loi du 12 octobre 1940 et n'ont jamais été réactivés |
| Les données manquantes sont à compléter. |              |                                          |              | |

### Conseillers généraux de 1833 à 2015
| Période | Période      | Identité                              | Étiquette             | Qualité                                                              |
| ------- | ------------ | ------------------------------------- | --------------------- | -------------------------------------------------------------------- |
| 1833    | 1848         | Pierre Théodore Morin                 | Conservateur          | Fabricant de drap, maire de Dieulefit Député (1830-1834)             |
| 1848    | 1880         | Théodore Morin (fils du précédent)    | Droite bonapartiste   | Négociant - Avoué à Montélimar Député (1848-1870) Maire de Dieulefit |
| 1880    | 1892         | Louis-Ferdinand Brun-Larochette       | Républicain           | Notaire Maire de Dieulefit                                           |
| 1892    | 1906 (décès) | Charles Noyer (1836-1906)             | Républicain           | Négociant Maire de Dieulefit, conseiller d'arrondissement            |
| 1906    | 1913 (décès) | Louis Bertrand                        | Républicain           | Notaire Maire de Dieulefit                                           |
| 1913    | 1922 (décès) | Charles Noyer                         | Républicain           | Notaire - Maire de Dieulefit                                         |
| 1923    | 1940         | Léo Bertrand (fils de Louis Bertrand) | Rad.                  | Notaire Maire de Dieulefit (1922-1935)                               |
|         |              |                                       |                       |                                                                      |
| 1942    | 1945         | Pierre Pizot                          |                       | Colonel Maire de Dieulefit Nommé conseiller départemental en 1942    |
|         |              |                                       |                       |                                                                      |
| 1945    | 1955         | Frédéric Raspail                      | Rad.                  | Négociant en bois à Dieulefit                                        |
| 1955    | 1973         | Marc Préault                          | DVG puis FGDS puis PS | Médecin pneumologue à Dieulefit                                      |
| 1973    | 1992         | Pierre Raspail                        | DVD puis UDF-CDS      | Maire de Montjoux (1953-1971) puis de Dieulefit (1977-1983)          |
| 1992    | 2004         | Robert Palluel                        | RPR puis UMP          | Agriculteur exploitant Maire de Pont-de-Barret                       |
| 2004    | 2011         | Christine Priotto                     | PS                    | Fonctionnaire Maire de Dieulefit (2008-2020)                         |
| 2011    | 2015         | Philippe Berrard                      | EÉLV                  | Professeur Conseiller municipal puis maire de Montjoux               |

### Conseillers départementaux après 2015
| Période élective | Période élective | Mandat | Mandat   | Identité       | Nuance | Nuance | Qualité |
| ---------------- | ---------------- | ------ | -------- | -------------- | ------ | ------ | --- |
| 2015             | 2021             | 2015   | 2021     | André Gilles   |        | DVD    | Vice-président du Conseil départemental chargé de l'agriculture et des routes Ancien maire de Roynac Ancien conseiller général du Canton de Marsanne |
| 2015             | 2021             | 2015   | 2021     | Corinne Moulin |        | DVD    | Conseillère municipale de La Bégude-de-Mazenc |
| 2021             | 2028             | 2021   | en cours | André Gilles   |        | DVD    | Conseiller sortant, 8ème Vice-Président |
| 2021             | 2028             | 2021   | en cours | Corinne Moulin |        | DVD    | Conseillère sortante |

### Résultats détaillés

#### Élections de mars 2015
À l'issue du 1er tour des élections départementales de 2015, trois binômes sont en ballottage : André Gilles et Corinne Moulin (Union de la Droite, 33,14 %), Mariette Cuvellier et Gérard Triaire (DVG, 22,76 %) et Paul Manuel et Marie-Ange Mary (FN, 22,62 %). Le taux de participation est de 58,76 % (10 452 votants sur 17 788 inscrits) contre 53,14 % au niveau départementalet 50,17 % au niveau national.
Au second tour, André Gilles et Corinne Moulin (Union de la Droite) sont élus avec 43,31 % des suffrages exprimés et un taux de participation de 62,61 % (4 658 voix pour 11 135 votants et 17 786 inscrits).

#### Élections de juin 2021
Le premier tour des élections départementales de 2021 est marqué par un très faible taux de participation (33,26 % au niveau national). Dans le canton de Dieulefit, ce taux de participation est de 41,04 % (7 665 votants sur 18 675 inscrits) contre 34,1 % au niveau départemental. À l'issue de ce premier tour, deux binômes sont en ballottage : André Gilles et Corinne Moulin (DVD, 57,12 %) et Jean-Claude Cêtre et Delphine Petit (binôme écologiste, 42,88 %).
Le second tour des élections est marqué une nouvelle fois par une abstention massive équivalente au premier tour. Les taux de participation sont de 34,3 % au niveau national, 34,41 % dans le département et 41,45 % dans le canton de Dieulefit. André Gilles et Corinne Moulin (DVD) sont élus avec 58,35 % des suffrages exprimés (4 302 voix pour 7 742 votants et 18 677 inscrits),,. 

## Composition

### Composition avant 2015

Localisation du canton de Dieulefit.

Avant 2015, le canton regroupait quinze communes.
| Nom                        | Code Insee | Codepostal | Superficie (km2) | Population (dernière pop. légale) | Densité (hab./km2) |
| -------------------------- | ---------- | ---------- | ---------------- | --------------------------------- | ------------------ |
| Dieulefit (chef-lieu)      | 26114      | 26220      | 27,42            | 3 030 (2012)                      | 111                |
| Aleyrac                    | 26003      | 26770      | 6,65             | 47 (2012)                         | 7,1                |
| Comps                      | 26101      | 26220      | 11,88            | 164 (2012)                        | 14                 |
| Eyzahut                    | 26131      | 26160      | 6,66             | 134 (2012)                        | 20                 |
| La Bégude-de-Mazenc        | 26045      | 26160      | 23,62            | 1 589 (2012)                      | 67                 |
| Roche-Saint-Secret-Béconne | 26276      | 26770      | 33,23            | 403 (2012)                        | 12                 |
| Le Poët-Laval              | 26243      | 26160      | 31,22            | 933 (2012)                        | 30                 |
| Montjoux                   | 26202      | 26220      | 18,35            | 342 (2012)                        | 19                 |
| Orcinas                    | 26222      | 26220      | 5,27             | 33 (2012)                         | 6,3                |
| Pont-de-Barret             | 26249      | 26160      | 16,60            | 624 (2012)                        | 38                 |
| Rochebaudin                | 26268      | 26160      | 7,56             | 121 (2012)                        | 16                 |
| Salettes                   | 26334      | 26160      | 6,98             | 133 (2012)                        | 19                 |
| Souspierre                 | 26343      | 26160      | 5,25             | 101 (2012)                        | 19                 |
| Teyssières                 | 26350      | 26220      | 28,09            | 81 (2012)                         | 2,9                |
| Vesc                       | 26373      | 26220      | 40,48            | 286 (2012)                        | 7,1                |

### Composition depuis 2015
Le nouveau canton de Dieulefit comprend quarante-quatre communes entières.
| Nom                               | Code Insee | Intercommunalité                | Superficie (km2) | Population (dernière pop. légale) | Densité (hab./km2) | Modifier                                    |
| --------------------------------- | ---------- | ------------------------------- | ---------------- | --------------------------------- | ------------------ | ------------------------------------------- |
| Dieulefit (bureau centralisateur) | 26114      | CC Dieulefit-Bourdeaux          | 27,42            | 3 204 (2022)                      | 117                | modifier les données · modifier les données |
| Aleyrac                           | 26003      | CC Dieulefit-Bourdeaux          | 6,65             | 53 (2022)                         | 8,0                | modifier les données · modifier les données |
| La Bâtie-Rolland                  | 26031      | CA Montélimar-Agglomération     | 8,33             | 1 068 (2022)                      | 128                | modifier les données · modifier les données |
| La Bégude-de-Mazenc               | 26045      | CC Dieulefit-Bourdeaux          | 23,62            | 1 739 (2022)                      | 74                 | modifier les données · modifier les données |
| Bézaudun-sur-Bîne                 | 26051      | CC Dieulefit-Bourdeaux          | 17,97            | 71 (2022)                         | 4,0                | modifier les données · modifier les données |
| Bonlieu-sur-Roubion               | 26052      | CA Montélimar-Agglomération     | 6,05             | 456 (2022)                        | 75                 | modifier les données · modifier les données |
| Bourdeaux                         | 26056      | CC Dieulefit-Bourdeaux          | 23,11            | 682 (2022)                        | 30                 | modifier les données · modifier les données |
| Bouvières                         | 26060      | CC Dieulefit-Bourdeaux          | 25,05            | 149 (2022)                        | 5,9                | modifier les données · modifier les données |
| Charols                           | 26078      | CA Montélimar-Agglomération     | 7,31             | 957 (2022)                        | 131                | modifier les données · modifier les données |
| Cléon-d'Andran                    | 26095      | CA Montélimar-Agglomération     | 10,25            | 989 (2022)                        | 96                 | modifier les données · modifier les données |
| Comps                             | 26101      | CC Dieulefit-Bourdeaux          | 11,88            | 137 (2022)                        | 12                 | modifier les données · modifier les données |
| Condillac                         | 26102      | CA Montélimar-Agglomération     | 9,57             | 133 (2022)                        | 14                 | modifier les données · modifier les données |
| Crupies                           | 26111      | CC Dieulefit-Bourdeaux          | 13,16            | 97 (2022)                         | 7,4                | modifier les données · modifier les données |
| Eyzahut                           | 26131      | CC Dieulefit-Bourdeaux          | 6,66             | 153 (2022)                        | 23                 | modifier les données · modifier les données |
| Félines-sur-Rimandoule            | 26134      | CC du Val de Drôme en Biovallée | 8,46             | 84 (2022)                         | 9,9                | modifier les données · modifier les données |
| Francillon-sur-Roubion            | 26137      | CC du Val de Drôme en Biovallée | 10,80            | 185 (2022)                        | 17                 | modifier les données · modifier les données |
| La Laupie                         | 26157      | CA Montélimar-Agglomération     | 9,68             | 776 (2022)                        | 80                 | modifier les données · modifier les données |
| Manas                             | 26171      | CA Montélimar-Agglomération     | 1,91             | 178 (2022)                        | 93                 | modifier les données · modifier les données |
| Marsanne                          | 26176      | CA Montélimar-Agglomération     | 34,29            | 1 262 (2022)                      | 37                 | modifier les données · modifier les données |
| Montjoux                          | 26202      | CC Dieulefit-Bourdeaux          | 18,35            | 322 (2022)                        | 18                 | modifier les données · modifier les données |
| Mornans                           | 26214      | CC du Val de Drôme en Biovallée | 11,72            | 79 (2022)                         | 6,7                | modifier les données · modifier les données |
| Orcinas                           | 26222      | CC Dieulefit-Bourdeaux          | 5,27             | 39 (2022)                         | 7,4                | modifier les données · modifier les données |
| Le Poët-Célard                    | 26241      | CC du Val de Drôme en Biovallée | 8,34             | 147 (2022)                        | 18                 | modifier les données · modifier les données |
| Le Poët-Laval                     | 26243      | CC Dieulefit-Bourdeaux          | 31,22            | 958 (2022)                        | 31                 | modifier les données · modifier les données |
| Pont-de-Barret                    | 26249      | CC Dieulefit-Bourdeaux          | 16,60            | 659 (2022)                        | 40                 | modifier les données · modifier les données |
| Portes-en-Valdaine                | 26251      | CA Montélimar-Agglomération     | 15,04            | 455 (2022)                        | 30                 | modifier les données · modifier les données |
| Puy-Saint-Martin                  | 26258      | CA Montélimar-Agglomération     | 11,65            | 834 (2022)                        | 72                 | modifier les données · modifier les données |
| Puygiron                          | 26257      | CA Montélimar-Agglomération     | 6,68             | 447 (2022)                        | 67                 | modifier les données · modifier les données |
| Roche-Saint-Secret-Béconne        | 26276      | CC Dieulefit-Bourdeaux          | 33,23            | 477 (2022)                        | 14                 | modifier les données · modifier les données |
| Rochebaudin                       | 26268      | CC Dieulefit-Bourdeaux          | 7,56             | 119 (2022)                        | 16                 | modifier les données · modifier les données |
| Rochefort-en-Valdaine             | 26272      | CA Montélimar-Agglomération     | 12,80            | 359 (2022)                        | 28                 | modifier les données · modifier les données |
| Roynac                            | 26287      | CA Montélimar-Agglomération     | 17,06            | 480 (2022)                        | 28                 | modifier les données · modifier les données |
| Saint-Gervais-sur-Roubion         | 26305      | CA Montélimar-Agglomération     | 14,57            | 1 088 (2022)                      | 75                 | modifier les données · modifier les données |
| Saint-Marcel-lès-Sauzet           | 26312      | CA Montélimar-Agglomération     | 3,98             | 1 231 (2022)                      | 309                | modifier les données · modifier les données |
| Salettes                          | 26334      | CC Dieulefit-Bourdeaux          | 6,98             | 143 (2022)                        | 20                 | modifier les données · modifier les données |
| Saou                              | 26336      | CC du Val de Drôme en Biovallée | 41,60            | 582 (2022)                        | 14                 | modifier les données · modifier les données |
| Sauzet                            | 26338      | CA Montélimar-Agglomération     | 19,19            | 1 834 (2022)                      | 96                 | modifier les données · modifier les données |
| Souspierre                        | 26343      | CC Dieulefit-Bourdeaux          | 5,25             | 108 (2022)                        | 21                 | modifier les données · modifier les données |
| Soyans                            | 26344      | CC du Val de Drôme en Biovallée | 25,64            | 402 (2022)                        | 16                 | modifier les données · modifier les données |
| Teyssières                        | 26350      | CC Dieulefit-Bourdeaux          | 28,09            | 66 (2022)                         | 2,3                | modifier les données · modifier les données |
| Les Tonils                        | 26351      | CC Dieulefit-Bourdeaux          | 13,00            | 22 (2022)                         | 1,7                | modifier les données · modifier les données |
| La Touche                         | 26352      | CA Montélimar-Agglomération     | 8,29             | 260 (2022)                        | 31                 | modifier les données · modifier les données |
| Truinas                           | 26356      | CC Dieulefit-Bourdeaux          | 8,64             | 143 (2022)                        | 17                 | modifier les données · modifier les données |
| Vesc                              | 26373      | CC Dieulefit-Bourdeaux          | 40,48            | 251 (2022)                        | 6,2                | modifier les données · modifier les données |
| Canton de Dieulefit               | 2603       |                                 | 673,40           | 23 878 (2022)                     | 35                 | modifier les données                        |

## Démographie

### Démographie avant 2015
| 1962  | 1968  | 1975  | 1982  | 1990  | 1999  | 2006  | 2011  | 2012  |
| ----- | ----- | ----- | ----- | ----- | ----- | ----- | ----- | ----- |
| 5 799 | 5 652 | 5 569 | 5 936 | 6 504 | 7 179 | 7 732 | 7 920 | 8 021 |

### Démographie depuis 2015
En 2022, le canton comptait 23 878 habitants, en évolution de +2,39 % par rapport à 2016 (Drôme : +2,64 %, France hors Mayotte : +2,11 %).
| 2013   | 2018   | 2022   |
| ------ | ------ | ------ |
| 22 551 | 23 633 | 23 878 |